# Coppa Belricetto
La Coppa Belricetto - Memorial Gualandi est une course cycliste italienne qui se déroule au mois de mars à Belricetto (it), frazione de la commune de Lugo (Émilie-Romagne). Créée en 1946, elle est organisée par la Société cycliste Francesco Baracca, un club local.
Depuis 2023, elle est uniquement disputée par des cyclistes juniors (moins de 19 ans). 

## Parcours
La Coupe se tient sur un circuit d'environ cinq kilomètres emprunté à 22 reprises. Son parcours entièrement plat est généralement favorable aux sprinteurs,. 

## Palmarès
| Année     | Vainqueur                   | Deuxième                | Troisième           |
| --------- | --------------------------- | ----------------------- | ------------------- |
| 1946      | Moravio Dozza               |                         |                     |
| 1947      | Walter Cavazza              |                         |                     |
| 1948      | Franco Giusti               |                         |                     |
| 1949      | non disputé                 | non disputé             | non disputé         |
| 1950      | Leo Ricci                   |                         |                     |
| 1951      | Paolo Cavina                |                         |                     |
| 1952      | Silvano Cuffiani            |                         |                     |
| 1953      | Gino Mazzolani              |                         |                     |
| 1954-1957 | non disputé                 | non disputé             | non disputé         |
| 1958      | Luigi Zuccotti (it)         |                         |                     |
| 1959      | Mario Ricci                 |                         |                     |
| 1960      | Gianluigi Monducci          |                         |                     |
| 1961-1966 | non disputé                 | non disputé             | non disputé         |
| 1967      | Gaetano Ghinassi            |                         |                     |
| 1968      | Giandomenico Marangoni      |                         |                     |
| 1969      | Giovanbattista Casotti      |                         |                     |
| 1970      | Moreno Zotti                |                         |                     |
| 1971      | Ivo Fabbri                  |                         |                     |
| 1972      | non disputé                 | non disputé             | non disputé         |
| 1973      | Roberto Geminiani           |                         |                     |
| 1973      | Pierluigi Giangrandi        |                         |                     |
| 1974-1979 | non disputé                 | non disputé             | non disputé         |
| 1980      | Stefano Morelli             |                         |                     |
| 1981      | non disputé                 | non disputé             | non disputé         |
| 1982      | Marco Belletti              |                         |                     |
| 1983      | Cristiano Ciappini          |                         |                     |
| 1984      | Massimo Benamati            |                         |                     |
| 1985      | Antonio Cardamone           |                         |                     |
| 1986      | Ersilio Fantini             |                         |                     |
| 1987 (1)  | Stefano Moretti             |                         |                     |
| 1987 (2)  | Dino Ricci Petitoni         |                         |                     |
| 1988      | Ersilio Fantini             |                         |                     |
| 1989      | Stefano Cembali (it)        |                         |                     |
| 1990      | Samuele Schiavina (it)      |                         |                     |
| 1991      | Gabriele Losi               |                         |                     |
| 1992      | Sergio Previtali            |                         |                     |
| 1993      | Fabio Laghi                 |                         |                     |
| 1994      | Damiano Masiero             |                         |                     |
| 1995      | Damiano Masiero             |                         |                     |
| 1996      | Gilberto Zattoni            |                         |                     |
| 1997      | Dimitri Pavi Degl'Innocenti |                         |                     |
| 1998      | Andrea Cattoli              |                         |                     |
| 1999      | Paolo Ciciani               | Stefano Stecca          | Alberto Sintoni     |
| 2000      | Luca Minelli                |                         |                     |
| 2001      | Ivan Ravaioli               |                         |                     |
| 2002      | Aliaksandr Kuschynski       |                         |                     |
| 2003      | Luca Amoriello              |                         |                     |
| 2004      | Danilo Napolitano           | Aristide Ratti          | Domenico Pozzovivo  |
| 2005      | Alessandro Bernardini       | Martino Marcotto        | Pietro Quarantini   |
| 2006      | Bernardo Riccio             | Aurélien Passeron       | Michele Merlo       |
| 2007      | Matteo Busato               | Alessandro Bernardini   | Roberto Longo       |
| 2008      | Damiano Margutti            | Alessandro Bernardini   | Alan Marangoni      |
| 2009      | Andrea Guardini             | Filippo Baggio          | Nicholas Alberti    |
| 2010      | Edoardo Costanzi            | Mattia Bedin            | Alex Marchesini     |
| 2011      | Sebastiano Dal Cappello     | Alessandro Forner       | Andrea Menapace     |
| 2012      | Loris Paoli                 | Sebastiano Dal Cappello | Davide Gomirato     |
| 2013      | Federico Zurlo              | Riccardo Stacchiotti    | Emanuele Favero     |
| 2014      | Nicolas Marini              | Luca Pacioni            | Andrea Zanetti      |
| 2015      | Gianmarco Begnoni           | Angelo Raffaele         | Giovanni Guglielmi  |
| 2016      | Marco Maronese              | Attilio Viviani         | Marco Gaggia        |
| 2017      | Gianmarco Begnoni           | Giovanni Lonardi        | Damiano Cima        |
| 2018      | Gianmarco Begnoni           | Marco Lenzi             | Mattia De Mori      |
| 2019      | Cristian Rocchetta          | Alessio Brugna          | Sergey Rostovtsev   |
| 2020-2022 | non-organisé                | non-organisé            | non-organisé        |
| 2023      | Valentino Kamberaj          | Edoardo Cipollini       | Daniel Rabensteiner |